# اس‌اس سیبرز
اس‌اس سیبرز (به انگلیسی: SS SeaBreeze) یک کشتی بود که طول آن ۶۰۵ فوت (۱۸۴٫۴ متر) بود. این کشتی در سال ۱۹۵۸ ساخته شد.